# D'amore e d'accordo
D'amore e d'accordo  (stilizzato D'Amore & D'Accordo) è un programma televisivo italiano che va in onda su Real Time dal 5 al 30 luglio 2021. La conduzione è affidata a Katia Follesa.
Il programma è il reboot della storica trasmissione Mediaset Tra moglie e marito.

## Format
La struttura del programma si basa sul format originale The Newlywed Game, ideato da Nick Nicholson e Roger Muir e condotto da Bob Eubanks dal 1966 al 1970 sulla statunitense ABC, ed è la seguente: tre coppie di fidanzati o di coniugi devono rispondere in tre diverse manches a una serie di tre quesiti, dapprima posti al partner e successivamente all'altro, in modo che gli uni non possano ascoltare le risposte delle altre e viceversa. Le risposte date dai partecipanti vengono scritte su lavagnette. Dopodiché, vengono messi a confronto diretto tra di loro. Se una risposta data da un membro della coppia è concorde con quella data dall'altro membro guadagna nella prima manche cinque punti. La procedura poi si ripeterà, con domande dapprima poste, però, alle sole mogli, cui seguirà il ritorno in studio dei mariti per il controllo della veridicità delle risposte e per ogni risposta esatta la coppia guadagnerà dieci punti.
Nella terza manche, le coppie giocano insieme e dopo aver visto una foto tratta dai loro profili social, dovranno rispondere a una domanda relativa al commento fatto da una persona in trenta secondi. Se la coppia indovina il relativo commento guadagna cinquanta punti, mentre se non ricordano verranno fornite tre opzioni dalla conduttrice e se daranno la risposta esatta guadagneranno venticinque punti. Al termine della prima domanda, la coppia col minor punteggio viene eliminata. Le due coppie rimaste in gara, per accedere al gioco finale dovranno rispondere in trenta secondi le stesse affermazioni vero/falso sulla loro vita di coppia, dapprima con il partner e poi con l'altro.
Al termine delle tre manches, la coppia che avrà totalizzato il punteggio maggiore al vero/falso andrà a giocarsi la prova finale in cui il partner dovrà rispondere a delle domande riguardanti i gusti e le passioni del congiunto in 45 secondi, dove se il componente della coppia dirà "sì" il partner dovrà dare la risposta alla domanda, mentre in caso di "no" si passerà ad un nuovo quesito. Se si daranno sette risposte esatte, la coppia vincerà una crociera offerta da MSC Crociere, altrimenti, non vincerà nulla.

## Edizioni
| Edizione | Conduzione    | Prima puntata     | Ultima puntata    | Puntate | Rete      |
| -------- | ------------- | ----------------- | ----------------- | ------- | --------- |
| 1        | Katia Follesa | 5 luglio 2021     | 30 luglio 2021    | 20      | Real Time |
| 2 - VIP  | Katia Follesa | 1º settembre 2021 | 29 settembre 2021 | 5       | Real Time |

## Seconda edizione -VIP

### Dettaglio puntate
| Puntata | Coppia VIP           | Coppia VIP            | Manche | Manche | Manche    | Manche    | Risultato |
| Puntata | Coppia VIP           | Coppia VIP            | 1ª     | 2ª     | 3ª        | 4ª        | Risultato |
| ------- | -------------------- | --------------------- | ------ | ------ | --------- | --------- | --------- |
| 1       | Eleonora Laurito     | Roberto Valbuzzi      | 15     | 20     | 11        | 7         | Vincitori |
| 1       | Imma Polese          | Matteo Giordano       | 15     | 30     | 6         | Eliminati | Eliminati |
| 1       | Wilma Helena Faissol | Francesco Facchinetti | 15     | 10     | Eliminati | Eliminati | Eliminati |
| 2       | Clio Zammatteo       | Claudio Midolo        | 10     | 30     | 9         | 7         | Vincitori |
| 2       | Kali Wilkes          | Alvin                 | 10     | 30     | 7         | Eliminati | Eliminati |
| 2       | Benedetta Parodi     | Fabio Caressa         | 5      | 30     | Eliminati | Eliminati | Eliminati |
| 3       | Claudia Dionigi      | Lorenzo Riccardi      | 10     | 30     | 6         | Eliminati | Eliminati |
| 3       | Natalia Paragoni     | Andrea Zelletta       | 0      | 20     | 7         | 6         | Vincitori |
| 3       | Clarissa Marchese    | Federico Gregucci     | 5      | 10     | Eliminati | Eliminati | Eliminati |
| 4       | Georgette Polizzi    | Davide Tresse         | 10     | 20 + S | 8         | 7         | Vincitori |
| 4       | Carlotta Dell’Isola  | Nello Sorrentino      | 10     | 20     | Eliminati | Eliminati | Eliminati |
| 4       | Veronica Peparini    | Andreas Müller        | 10     | 30     | 6         | Eliminati | Eliminati |
| 5       | Eleonora Petrella    | Marco Cortelli        | 10     | 20     | Eliminati | Eliminati | Eliminati |
| 5       | Valeria Angione      | Luca Di Girolamo      | 10     | 30     | 7         | Eliminati | Eliminati |
| 5       | Martina Pedaletti    | Francesco Muzzi       | 5      | 30     | 10        | 7         | Vincitori |

### Ascolti TV
| Puntata | Messa in onda     | Telespettatori | Share |
| ------- | ----------------- | -------------- | ----- |
| 1       | 1º settembre 2021 | 418.000        | 2,1%  |
| 2       | 8 settembre 2021  | 387.000        | 1,7%  |
| 3       | 15 settembre 2021 | 338.000        | 1,5%  |
| 4       | 22 settembre 2021 | 340.000        | 1,5%  |
| 5       | 29 settembre 2021 | 301.000        | 1,4%  |
| Media   | Media             | 357.000        | 1,64% |

## Programmazione
| Edizione | Rete televisiva | Programmazione | Programmazione | Programmazione | Programmazione | Programmazione | Programmazione | Programmazione | Collocazione      |
| Edizione | Rete televisiva | L              | M              | M              | G              | V              | S              | D              | Collocazione      |
| -------- | --------------- | -------------- | -------------- | -------------- | -------------- | -------------- | -------------- | -------------- | ----------------- |
| 1        | Real Time       |                |                |                |                |                |                |                | Access prime time |
| 2 - VIP  | Real Time       |                |                |                |                |                | Prime time     |                |                   |